# نادي هبوعيل القدس لكرة السلة
نادي هبوعيل القدس لكرة السلة هو نادي كرة سلة إسرائيلي من مدينة القدس ويشارك في الدوري الإسرائيلي الممتاز لكرة السلة، تأسس النادي في عام 1935 وتم تسجيله رسمياً في 1943.